# First Person Shooter (canción)
«First Person Shooter» es una canción del rapero y cantante canadiense Drake con el rapero estadounidense J. Cole. Fue lanzada a través de OVO Sound y Republic Records como parte del octavo álbum de estudio de Drake, For All the Dogs.  
La canción logró debutar en el número uno del Billboard Hot 100, convirtiéndose en la decimotercera canción de Drake y la primera de Cole en el número uno; Con esto, Drake empató a Michael Jackson con la mayor cantidad de sencillos número uno de un solista masculino. Posteriormente impactó en la US rhythmic radio el 31 de octubre de 2023, como el cuarto sencillo del álbum. Su vídeo musical fue lanzado el 15 de noviembre de 2023.

## Antecedentes
Durante un episodio especial de Table for One el 6 de octubre de 2023, unas horas antes del lanzamiento de For All the Dogs, Drake confirmó que J. Cole aparecería en el álbum, describiendo su colaboración como "magia del cuarto trimestre", y también confesó que fue la última canción grabada del proyecto.

## Recepción de la crítica
Una de las primeras impresiones, Kyle Denis de Billboard clasificó el tema como la novena mejor del álbum, escribiendo que el dúo había adoptado una mentalidad de "concierto en un estadio", interprentado la canción como si fueran los dueños del partido. pero, si bien su actitud fue vista como "fanfarrona", ambos se contuvieron un poco. Mosi Reeves de Rolling Stone declaró que Drake es "completamente superado por J Cole" y que sus letras son básicas, varias de ellas son "letras incoherentes y que habla de mujeres como si estuviera guardando carne en un congelador". Escribiendo para Clash, Shahzaib Hussain señala que ve a Drake "sin ánimos de estar grabando la canción". 

## Desempeño comercial
La canción debutó en el número uno en el Billboard Hot 100, convirtiéndose en la decimotercera canción de Drake y la primera de Cole en llegar a dicha posición. Con esta, Drake logró empatar el récord de más canciones número uno en solitario de un artista masculino solista con Michael Jackson. En su segunda semana, el tema cayó al número ocho.La canción debutó en el número uno en Billboard Streaming Songs, marcando el decimonoveno número uno de Drake en la lista.

## Posicionamiento en las listas
| listas (2023–2024)                     | Pico position |
| -------------------------------------- | ------------- |
| Australia (ARIA)                       | 4             |
| Australia Hip Hop/R&B (ARIA)           | 2             |
| Austria (Ö3 Austria Top 40)            | 38            |
| Canadá (Canadian Hot 100)              | 2             |
| Dinamarca (Tracklisten)                | 22            |
| Francia (SNEP)                         | 52            |
| Global 200 (Billboard)                 | 2             |
| Greece International (IFPI)            | 5             |
| Iceland (Plötutíðindi)                 | 8             |
| Irlanda (IRMA)                         | 7             |
| Italia (FIMI)                          | 55            |
| Latvia (LAIPA)                         | 8             |
| Lithuania (AGATA)                      | 19            |
| Luxembourg (Billboard)                 | 11            |
| MENA (IFPI)                            | 10            |
| Países Bajos (Mega Single Top 100)     | 22            |
| Nueva Zelanda (Recorded Music NZ)      | 5             |
| Portugal (AFP)                         | 15            |
| South Africa (Billboard)               | 3             |
| South Africa Streaming (RISA)          | 2             |
| Suecia (Sverigetopplistan)             | 42            |
| Suiza (Schweizer Hitparade)            | 10            |
| Reino Unido (UK Singles Chart)         | 4             |
| Reino Unido (UK R&B Chart)             | 2             |
| Estados Unidos (Billboard Hot 100)     | 1             |
| Estados Unidos (Hot R&B/Hip-Hop Songs) | 1             |
| Estados Unidos (Rhythmic)              | 4             |